# Международная академия сексологических исследований
Международная академия исследований секса (англ. International Academy of Sex Research, IASR) — научное общество исследователей в области сексологии. По словам Джона Бэнкрофта, бывшего директора Института Кинси, IASR «может претендовать на… большинство ведущих исследований в этой области». IASR уникальна среди сексологических организаций тем, что отдельные лица должны быть избраны в члены организации, а это требует демонстрации существенного вклада в сексологию, включая авторство 10 или более профессиональных публикаций. Среди известных членов академии выделяются доктора Рей Блэнчард, Милтон Даймонд, Курт Фройнд, Ричард Грин, Леонора Тифер, Джудит Беккер и Кен Цукер. Официальный журнал IASR — Archives of Sexual Behavior.

## История
IASR была основана 1 августа 1973 года. 53 члена-учредителя были назначены правлением журнала Archives of Sexual Behavior, который стал официальным изданием IASR. Редактором-основателем Archives of Sexual Behavior был Ричард Грин. Нынешний редактор — Кеннет Цукер.
Первое ежегодное собрание IASR было проведено в Университете штата Нью-Йорк в Стоуни-Брук в сентябре 1975 года. Организатором выступил президент-основатель IASR Ричард Грин.
Президенты
- Леонора Тифер[англ.] (1993[5])